# Vernon Hills (Illinois)
Vernon Hills es una villa ubicada en el condado de Lake en el estado estadounidense de Illinois. En el Censo de 2010 tenía una población de 25113 habitantes y una densidad poblacional de 1.225,04 personas por km².

## Geografía
Vernon Hills se encuentra ubicada en las coordenadas 42°14′4″N 87°57′40″O / 42.23444, -87.96111. Según la Oficina del Censo de los Estados Unidos, Vernon Hills tiene una superficie total de 20.5 km², de la cual 19.96 km² corresponden a tierra firme y (2.62%) 0.54 km² es agua.

## Demografía
Según el censo de 2010, había 25113 personas residiendo en Vernon Hills. La densidad de población era de 1.225,04 hab./km². De los 25113 habitantes, Vernon Hills estaba compuesto por el 71.39% blancos, el 2.19% eran afroamericanos, el 0.18% eran amerindios, el 19.34% eran asiáticos, el 0.04% eran isleños del Pacífico, el 4.77% eran de otras razas y el 2.09% pertenecían a dos o más razas. Del total de la población el 11.39% eran hispanos o latinos de cualquier raza.